# Oskar Vulpius
Oskar Vulpius (ur. 30 stycznia 1867 w Boxberg, zm. 28 lipca 1936 w Untereisesheim) – niemiecki lekarz, ortopeda. Profesor ortopedii na Uniwersytecie w Heidelbergu. W 1912 razem z Adolfem Stoffelem otworzył w Bad Rappenau sanatorium (Vulpius-Freiluftsanatorium).
W latach 1885–1890 studiował medycynę w Heidelbergu kończąc je obroną doktoratu 15 listopada 1890 na podstawie rozprawy „Radykalne operacje przepuklin w przedniej ścianie jamy brzusznej”. W latach 1914–1918 służył jako starszy lekarz sztabowy na froncie zachodnim i wschodnim. Odznaczony został Krzyżem Żelaznym 1 i 2 klasy. Zginął w wypadku samochodowym w pobliżu Untereisesheim.

## Wybrane prace
- Der heutige Stand der Skoliosenbehandlung (1900)
- Die Sehnenüberpflanzung und ihre Verwertung in der Behandlung der Lähmungen (1902)
- Die Behandlung der spinalen Kinderlähmung (1910)